# Serranilla

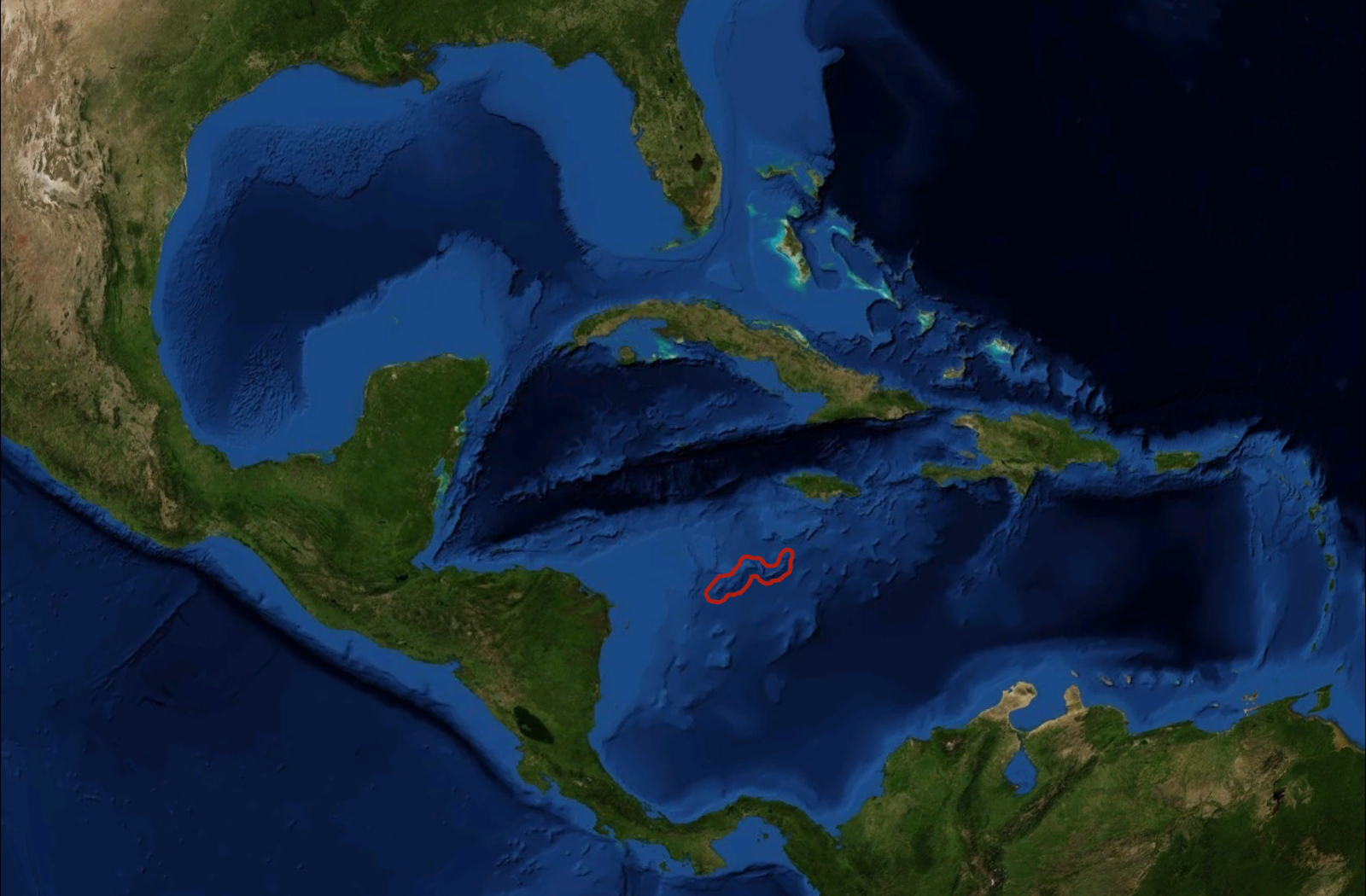
Serranilla is rood omcirkeld

Serranilla (Spaans: Isla Serranilla of Banco Serranilla) is een koraalrif met enkele kleine onbewoonde eilanden gelegen in de Caraïbische Zee. Het rif ligt ongeveer 280 km ten zuidwesten van Jamaica. Het dichtstbij gelegen stukje land is het 110 km naar het oosten gelegen Bajo Nuevo. Serranilla is onderdeel van Colombia, maar wordt tevens geclaimd door Honduras, Nicaragua en de Verenigde Staten.
- Virtual International Authority File: 315527700